# Friedrich Schlegel-Gesellschaft
Die Friedrich Schlegel-Gesellschaft ist eine literarische Vereinigung, organisiert als eingetragener Verein. Die Friedrich Schlegel-Gesellschaft fördert die Beschäftigung mit Leben und Werk Friedrich Schlegels. Sie hat ihren Sitz in Mainz. Sie gibt das Athenäum. Jahrbuch der Friedrich Schlegel-Gesellschaft heraus.

## Organisation
Die Friedrich Schlegel-Gesellschaft wurde am 13. April 2007 von Ulrich Breuer (Mainz), Armin Erlinghagen (Bad Münstereifel) und Nikolaus Wegmann (Princeton) in Mainz gegründet, wo sie noch immer ihren Sitz hat. Sie hat heute ungefähr 100 Mitglieder. Der Vorstand setzt sich zusammen aus Christian Benne, Universität Kopenhagen (Präsident); Andrea Albrecht, Ruprecht-Karls-Universität Heidelberg (1. Vizepräsidentin); Ulrich Breuer, Johannes Gutenberg-Universität Mainz (2. Vizepräsident); Matthias Löwe, Friedrich-Schiller-Universität Jena (1. Beisitzer und Schatzmeister); Christopher Busch, Rheinische Friedrich-Wilhelms-Universität Bonn (2. Beisitzer). 
Die Friedrich Schlegel-Gesellschaft setzt sich für die Erschließung und Erforschung der Werke Friedrich Schlegels in ihren literarischen, philosophischen, kulturellen und medialen Zusammenhängen ein. Zum Interessensgebiet gehören daher auch andere Autoren der Frühromantik und der deutschen und europäischen Romantik. Durch Veröffentlichungen und Vorträge, Tagungen und Lesungen möchte die Friedrich Schlegel-Gesellschaft das Werk Friedrich Schlegels und der ihm verbundenen Zeitgenossen weiter verbreiten.
Das seit 1991 erscheinende Jahrbuch Athenäum, ab dem Jahr 2008 unter dem Titel Athenäum. Jahrbuch der Friedrich Schlegel-Gesellschaft, wird seit 2008 im Auftrag der Friedrich Schlegel-Gesellschaft beim Verlag Ferdinand Schöningh (seit 2018 Brill) herausgegeben. Es publiziert Abhandlungen und Rezensionen zu Friedrich Schlegel und anderen Autoren der europäischen Romantik, zur literarischen, philosophischen, medienkulturellen, wissenschaftlichen und politischen Romantikrezeption sowie zur internationalen und interdisziplinären Ausstrahlung der Romantik.